# Solitaire du Figaro

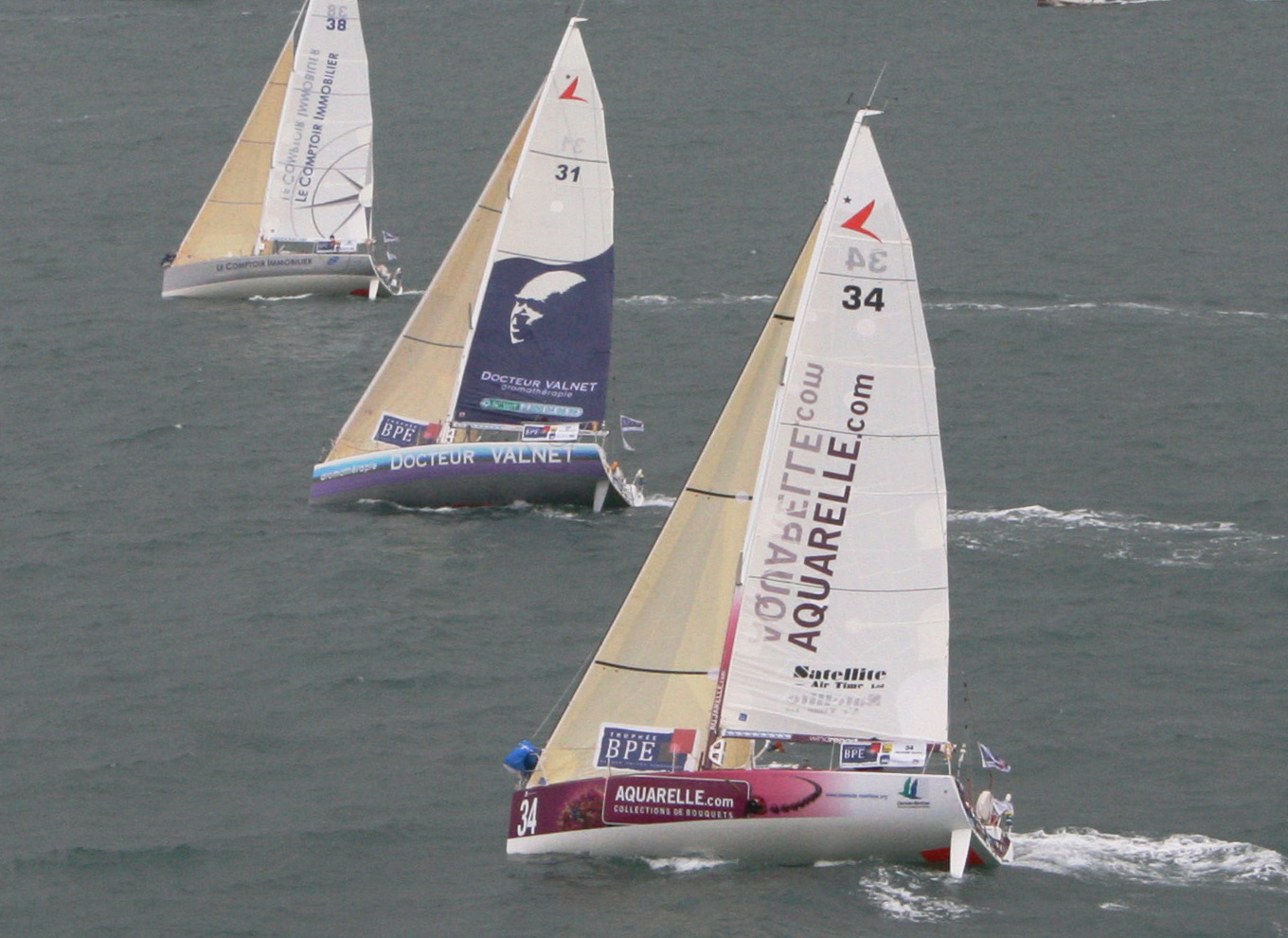
Ultima evolução do Figaro Bénéteau, o Figaro II em 2006

A Solitaire du Figaro, é, como o nome  indica, uma corrida à vela  em solitário e por etapas na frança. Inicialmente criado como Course de l'Aurore por este jornal em 1970, tomou o presente nome aquando da aquisição dele pelo Le Figaro em 1980.
Dedicado a monotipos do tipo  Figaro Bénéteau desde 1990, tem as seguintes características :
- a partida tem lugar em fins de Julho
- a corrida é composta por quatro etapas, diferentes de ano para ano, ao largo da costa francesa com um total entre 1 500 e 2 000 milha náuticas
- o concorrente está só a bordo e a participação é mista.

## Vencedores
| Année |  | vencedor            | segundo                 | Terceiro            | Primeira bizuth (classificação geral) |
| ----- |  | ------------------- | ----------------------- | ------------------- | ------------------------------------- |
| 1970  |  | Joan de Kat         | Michel Malinovsky       | Pierre Bonnet       |                                       |
| 1971  |  | Michel Malinovsky   | Pierre Bonnet           | Yves Deborde        |                                       |
| 1972  |  | Jean-Marie Vidal    | Michel Girard           | Michel Malinovsky   |                                       |
| 1973  |  | Gilles Le Baud      | Dominique Lunven        | Eugène Ridiguel     |                                       |
| 1974  |  | Eugène Riguidel     | Bruno Lunven            | Bernard Pallard     |                                       |
| 1975  |  | Guy Cornou          | Gilles Gahinet          | Bruno Lunven        |                                       |
| 1976  |  | Guy Cornou          | Bernard Pallard         | Gilles Gahinet      |                                       |
| 1977  |  | Gilles Gahinet      | Patrick Morvan          | Michel Malinovsky   |                                       |
| 1978  |  | Gilles Le Baud      | Patrick Eliès           | Patrick Morvan      | Hervé Papin (8)                       |
| 1979  |  | Patrick Éliès       | Olivier Moussy          | Gilles Gahinet      |                                       |
| 1980  |  | Gilles Gahinet      | Patrick Morvan          | Philippe Poupon     |                                       |
| 1981  |  | Sylvain Rosier ·    | Jean-François Fountaine | Gilles Gahinet      |                                       |
| 1982  |  | Philippe Poupon     | Gilles Gahinet          | Hervé Papin         |                                       |
| 1983  |  | Lionel Péan         | Philippe Poupon         | Damien Savatier     |                                       |
| 1984  |  | Christophe Cudennec | Damien Savatier         | Gary Trentesaux     |                                       |
| 1985  |  | Philippe Poupon     | Jean Le Cam             | Christophe Cudennec |                                       |
| 1986  |  | Christophe Auguin   | Pascal Leys             | Patrick Éliès       |                                       |
| 1987  |  | Jean-Marie Vidal    | François Lamiot         | Antoine Lebec       |                                       |
| 1988  |  | Laurent Bourgnon    | Alain Gautier           | Antoine Lebec       | Laurent Bourgnon (1)                  |
| 1989  |  | Alain Gautier       | Halvard Mabire          | Laurent Cordelle    |                                       |
| 1990  |  | Laurent Cordelle    | Dominique Wavre         | Halvard Mabire      |                                       |
| 1991  |  | Yves Parlier        | Michel Desjoyeaux       | François Lamiot     |                                       |
| 1992  |  | Michel Desjoyeaux   | Jean Le Cam             | Damien Savatier     |                                       |
| 1993  |  | Dominic Vittet      | Jean Le Cam             | Roland Jourdain     |                                       |
| 1994  |  | Jean Le Cam         | Hervé De Kergariou      | Roland Jourdain     |                                       |
| 1995  |  | Philippe Poupon     | Philippe Vicario        | Jean Le Cam         | Marc Lepesqueux (8)                   |
| 1996  |  | Jean Le Cam         | Michel Desjoyeaux       | Hervé de Kergariou  | Christophe Lebas (12)                 |
| 1997  |  | Franck Cammas       | Dominique Wavre         | Marc Guessard       |                                       |
| 1998  |  | Michel Desjoyeaux   | Éric Drouglazet         | Jean Le Cam         | Thomas Coville (11)                   |
| 1999  |  | Jean Le Cam         | Éric Drouglazet         | Gildas Morvan       | Charles Caudrelier (9)                |
| 2000  |  | Pascal Bidégorry    | Armel Le Cléac'h        | Gildas Morvan       | Armel Le Cléac'h (2)                  |
| 2001  |  | Éric Drouglazet     | Sébastien Josse         | Gildas Morvan       | Benoît Petit (14)                     |
| 2002  |  | Kito de Pavant      | Gilles Chiorri          | Charles Caudrelier  | Gwenaël Riou (22)                     |
| 2003  |  | Armel Le Cléac'h    | Alain Gautier           | Michel Desjoyeaux   | Marc Emig (5)                         |
| 2004  |  | Charles Caudrelier  | Yann Eliès              | Jérémie Beyou       | Jean-Luc Nélias (7)                   |
| 2005  |  | Jérémie Beyou       | Michel Desjoyeaux       | Kito de Pavant      | Pietro d'Ali (8)                      |
| 2006  |  | Nicolas Troussel    | Thierry Chabagny        | Gérald Véniard      | Christopher Pratt (17)                |
| 2007  |  | Michel Desjoyeaux   | Frédéric Duthil         | Corentin Douguet    | Nicolas Lunven (14)                   |
| 2008  |  | Nicolas Troussel    | Gildas Morvan           | Frédéric Duthil     | François Gabart (17)                  |
| 2009  |  | Nicolas Lunven      | Yann Eliès              | Frédéric Duthil     | Fabien Delahaye (18)                  |
| 2010  |  | Armel Le Cléac'h    | François Gabart         | Corentin Douguet    | Anthony Marchand (15)                 |
| 2011  |  | Jérémie Beyou       | Fabien Delahaye         | Erwan Tabarly       | Xavier Macaire (5)                    |
| 2012  |  | Yann Eliès          | Morgan Lagravière       | Nicolas Lunven      | Thomas Normand (15)                   |
| 2013  |  | Yann Eliès          | Xavier Macaire          | Morgan Lagravière   | Jack Boutell (21)                     |
| 2014  |  | Jérémie Beyou       | Corentin Horeau         | Charlie Dalin       | Gwénolé Gahinet (22)                  |
| 2015  |  | Yann Eliès          | Charlie Dalin           | Xavier Macaire      | Robin Elsey (15)                      |
| 2016  |  | Yoann Richomme      | Charlie Dalin           | Nicolas Lunven      | Will Harris (17)                      |
| 2017  |  | Nicolas Lunven      | Adrien Hardy            | Charlie Dalin       | Julien Pulvé (11)                     |
| 2018  |  | Sébastien Simon     | Anthony Marchand        | Charlie Dalin       | Thomas Cardrin (10)                   |
| 2019  |  | Yoann Richomme      | Gildas Mahé             | Anthony Marchand    | Benjamin Schwartz (6)                 |